# Союз ТМА-08М
«Союз ТМА-08М» — российский пассажирский транспортный пилотируемый космический корабль, на котором был осуществлён полёт к Международной космической станции трёх участников экспедиции МКС-35. Это 115-й пилотируемый полёт корабля типа «Союз», начиная с первого полёта в 1967 году. Запуск корабля выполнен 29 марта 2013 года, посадка спускаемого аппарата состоялась 11 сентября 2013 года.
Это первый пилотируемый корабль, который совершил полёт к МКС по сокращённой программе: время полёта составило 6 часов вместо двух суток, по четырёхвитковой схеме сближения с МКС.
В ходе работы экспедиции запланированы 50 экспериментов: 48 экспериментов начаты в предыдущих экспедициях, 2 эксперимента являются новыми.
В ходе посадки произошла нештатная ситуация: отказали датчики, и экипажу пришлось совершить посадку, получая данные от лётчиков авиации поисково-спасательной службы. Тем не менее посадка была совершена благополучно.
Командир экипажа, Павел Виноградов, стал самым пожилым российским космонавтом, совершив свой третий космический полет в возрасте 60 лет.

## Экипаж
- (ФКА) Павел Виноградов (3-й космический полет) — командир экипажа;
- (ФКА) Александр Мисуркин (1) — бортинженер;
- (НАСА) Кристофер Кэссиди (2) — бортинженер.

## Дублёры
- (ФКА) Олег Котов (3-й космический полет) — командир экипажа;
- (ФКА) Сергей Рязанский (1) — бортинженер;
- (НАСА) Майкл Хопкинс (1) — бортинженер;

## История
- 29 марта 2013 года в 0:43 мск корабль стартовал к МКС и впервые в истории уже через 6 часов в 06:28:22 пристыковался к малому исследовательскому модулю «Поиск» российского сегмента МКС[4].
- 11 сентября 2013 года в 6:58 мск спускаемый аппарат пилотируемого корабля «Союз ТМА-08М» благополучно приземлился в Казахстане[5].